# Accademia di belle arti
L'accademia di belle arti, in Italia, è una tipologia di istituzione di alta cultura (istituto universitario), parte del comparto universitario dell'alta formazione artistica, musicale e coreutica (AFAM), dedicato all'arte visiva, all'arte applicata e alla storia dell'arte. Le accademie possono rilasciare diplomi accademici di primo livello (laurea) e di secondo livello (laurea magistrale), mentre il previgente ordinamento, ai fini dei pubblici concorsi e dell'insegnamento, è equiparato sia ai diplomi accademici di secondo livello sia alle attuali lauree magistrali universitarie.
Nel sistema universitario italiano, dall'A.A.2024/2025 sono attivi anche i dottorati di ricerca. Il Ministero dell’Università e Ricerca, MUR, si è dotato di uno strumento innovativo per il terzo livello della formazione universitaria, il Dottorato di ricerca di Interesse Nazionale (DIN). Questo tipo di dottorati sono una novità non solo per l’Italia ma anche a livello europeo: essi sono complementari ai dottorati di ricerca tradizionali, essendo basati sull'aggregazione di competenze che beneficiano una massa critica e di un coordinamento nazionale, condividendo risorse e infrastrutture e garantendo l’accesso anche alle sedi più piccole, svolgendo un ruolo di formazione tematica analogo a quello delle scuole nazionali. Obiettivo dei DIN à la creazione di reti di giovani ricercatori, selezionati secondo standard elevati e formati su temi di ricerca omogenei ed interdisciplinari, favorendo il ponte tra ricerca accademica e industriale, riducendo la frammentazione, contribuendo rendere il nostro sistema universitario, e quindi il nostro paese, più competitivo a livello internazionale, puntando ad entrare nella rete degli European Doctoral Network.
La prima Accademia d'arte al mondo fu quella istituita a Firenze da Giorgio Vasari nel 1563.

## Accademie di belle arti in Italia

### Dipartimenti
I corsi disponibili nelle accademie di belle arti in Italia sono:
- Arti Visive:
  - scuola di pittura (1º livello DAPL01 - 2º livello DASL01)
  - scuola di scultura (1º livello DAPL02 - 2º livello DASL02)
  - scuola di decorazione (1º livello DAPL03 - 2º livello DASL03)
  - scuola di grafica (1º livello DAPL04 - 2º livello DASL04)
- Progettazione e Arti Applicate: 
  - scuola di scenografia (1º livello DAPL05 - 2º livello DASL05)
  - scuola di progettazione artistica per l'impresa (graphic design - fashion design -1º livello DAPL06 - 2º livello DASL06)
  - scuola di nuove tecnologie dell'arte (1º livello DAPL08 - 2º livello DASL08)
  - scuola di fotografia (1º livello L3 - 2º livello LM65)
  - scuola di Cinema (1° livello L3 - 2° livello LM65)
  - scuola di restauro (Diploma quinquennale di 2º livello DASL07 per albo restauratori e per gli altri concorsi pubblici)
- Comunicazione e Didattica dell'Arte:
  - scuola di comunicazione e valorizzazione del patrimonio artistico contemporaneo (1º livello DAPL09 - 2º livello DASL09)
  - scuola di didattica dell'arte (1º livello DAPL10 - 2º livello DASL10)
  - corsi biennali di secondo livello abilitanti all'insegnamento (concorsi pubblici avulsi all'insegnamento = LM89)

### Accademie di belle arti italiane
La seguente lista è suddivisa in due parti: le accademie statali e le accademie private riconosciute legalmente.

#### Statali
- Accademia di belle arti di Bari (Puglia)
- Accademia di belle arti di Bologna (Emilia-Romagna)
- Accademia di belle arti di Carrara (Toscana)
- Accademia Carrara di Bergamo (Lombardia)
- Accademia di belle arti di Catania (Sicilia)
- Accademia di belle arti di Catanzaro (Calabria)
- Accademia di belle arti di Firenze (Toscana)
- Accademia di belle arti di Foggia (Puglia)
- Accademia di belle arti di Frosinone (Lazio)
- Accademia di belle arti dell'Aquila (Abruzzo)
- Accademia di belle arti di Lecce (Puglia)
- Accademia di belle arti di Macerata (Marche)
- Accademia di belle arti di Brera, Milano (Lombardia)
- Accademia di belle arti di Napoli (Campania)
- Accademia di belle arti di Palermo (Sicilia)
- Accademia di belle arti di Parma (Emilia-Romagna)
- Accademia di belle arti di Reggio Calabria (Calabria)
- Accademia di belle arti di Roma (Lazio)
- Accademia di belle arti di Sassari (Sardegna)
- Accademia Albertina di Torino (Piemonte)
- Accademia di belle arti di Urbino (Marche)
- Accademia di belle arti di Venezia (Veneto)
- Accademia di belle arti Gian Bettino Cignaroli di Verona (Veneto)
- Accademia di belle arti Pietro Vannucci di Perugia (Umbria)[3]
- Accademia di belle arti di Ravenna (Emilia-Romagna)[3]

#### Private legalmente riconosciute
- Libera accademia di belle arti (LABA)
- Accademia di belle arti di Cuneo (Piemonte)
- Accademia ligustica di belle arti di Genova (Liguria)
- Accademia di belle arti europea dei media di Milano e Novara (Lombardia e Piemonte)
- Nuova accademia di belle arti (NABA) di Milano e Roma (Lombardia e Lazio)
- Accademia di belle arti Rosario Gagliardi di Siracusa (Sicilia).
- RUFA - Rome University of Fine Arts.